# Lance Skiiiwalker
Lance Howard, mais conhecido por seu nome artístico Lance Skiiiwalker, é um cantor, rapper e produtor musical norte-americano de Chicago, Illinois. Ele assinou contrato com a editora Californiana Top Dawg Entertainment e lançou o seu álbum de estreia, Introverted Intuition, em outubro de 2016. 

## Carreira musical
Em 2007, Lance conheceu Darius "D-Win" Windfield e juntos formaram a dupla "The Rocketeers", na qual vários projetos foram lançados através do selo independente Rocketeer Music.
Em 2014, Lance Skiiiwalker apareceu no disco Oxymoron de Schoolboy Q na faixa "His & Her Fiend" juntamente com SZA . Em 2015, participou em três faixas do disco 90059 de Jay Rock: "Money Trees Deuce", "90059" e "Telegram". Em 2016, ele também participou do Untitled Unmastered de Kendrick Lamar  na música "Untitled 04". 
Em 20 de maio de 2016, foi anunciado que Lance Skiiiwalker assinou contrato com a Top Dawg Entertainment, com seu álbum de estreia, Introverted Intuition, com lançamento previsto para o final de 2016. Comemorando o anúncio, ele lançou seu single "Speed".  Em 27 de maio, ele lançou o segundo single, "Could It Be", com um videoclipe a acompanhar. 
Em 18 de agosto de 2017, Skiiiwalker lançou um single intitulado "Where To With You", com um videoclipe criado pelo próprio. 

## Discografia

### Álbuns de estúdio
- 2023 - Audiodidactic
- 2016 - Introverted Intuition

### EPs
- 2021 - Tales From the Telescope Chapter 1: Rebirth
- 2021 - Tales From the Telescope Chapter 2: Internal Shine

### Álbuns de remixes
2020 - Introverted Intuition - The Remixes

## Discografia de produção
- 2023 - Lance Skiiiwalker – Audiodidactic
- 2021 - Lance Skiiiwalker – Tales From the Telescope Chapter 2: Internal Shine
- 2021 - Lance Skiiiwalker – Tales From the Telescope Chapter 1: Rebirth
- 2016 - Lance Skiiiwalker – Introverted Intuition
- 2014 - ScHoolboy Q – Oxímoro